# Роквел (Северна Каролина)
Роквел (енгл. Rockwell) град је у америчкој савезној држави Северна Каролина.

## Демографија
По попису из 2010. године број становника је 2.108, што је 137 (7,0%) становника више него 2000. године.
| Група             | 2000.         | 2010.         |
| Белци             | 1.896 (96,2%) | 1.973 (93,6%) |
| Афроамериканци    | 14 (0,7%)     | 24 (1,1%)     |
| Азијати           | 11 (0,6%)     | 14 (0,7%)     |
| Хиспаноамериканци | 31 (1,6%)     | 66 (3,1%)     |
| Укупно            | 1.971         | 2.108         |